# Петро Прокопович (монета)
«Петро́ Прокопо́вич» — ювілейна монета номіналом 2 гривні, випущена Національним банком України. Присвячена 240-річчю від дня народження Петра Івановича Прокоповича — винахідника першого у світі втулкового (рамкового) вулика, основоположника вітчизняної науки про бджільництво та раціонального пасічництва в Європі. Петро Прокопович виділив рамку як самостійну частину житла для бджіл, що дало змогу одержувати чистий стільниковий мед без знищення бджіл.
Монету було введено в обіг 8 липня 2015 року. Вона належить до серії «Видатні особистості України».

## Опис та характеристики монети
| Номінал грн. | Метал      | Маса, грам | Діаметр, мм. | Якість виготовлення       | Гурт     | Тираж, штук |
| ------------ | ---------- | ---------- | ------------ | ------------------------- | -------- | ----------- |
| 2            | нейзильбер | 12,8       | 31           | спеціальний анциркулейтед | рифлений | 30 000      |

### Аверс
На аверсі монети розміщено: угорі напис півколом «НАЦІОНАЛЬНИЙ БАНК УКРАЇНИ», ліворуч — малий Державний Герб України; стилізовану композицію: у центрі — рамковий вулик Петра Прокоповича, з якого вилітають бджоли, та старовинний вулик, бджолині стільники (ліворуч); унизу на матовому тлі: номінал — «2 ГРИВНІ», ліворуч — рік карбування монети — «2015»; праворуч на дзеркальній поверхні — логотип Монетного двору Національного банку України.

### Реверс
На реверсі монети зображено портрет Петра Прокоповича, під яким написи: «ПЕТРО/ПРОКОПОВИЧ», «1775/1850»; праворуч — бджолині стільники в рамці, на яких сидить бджола.

## Автори

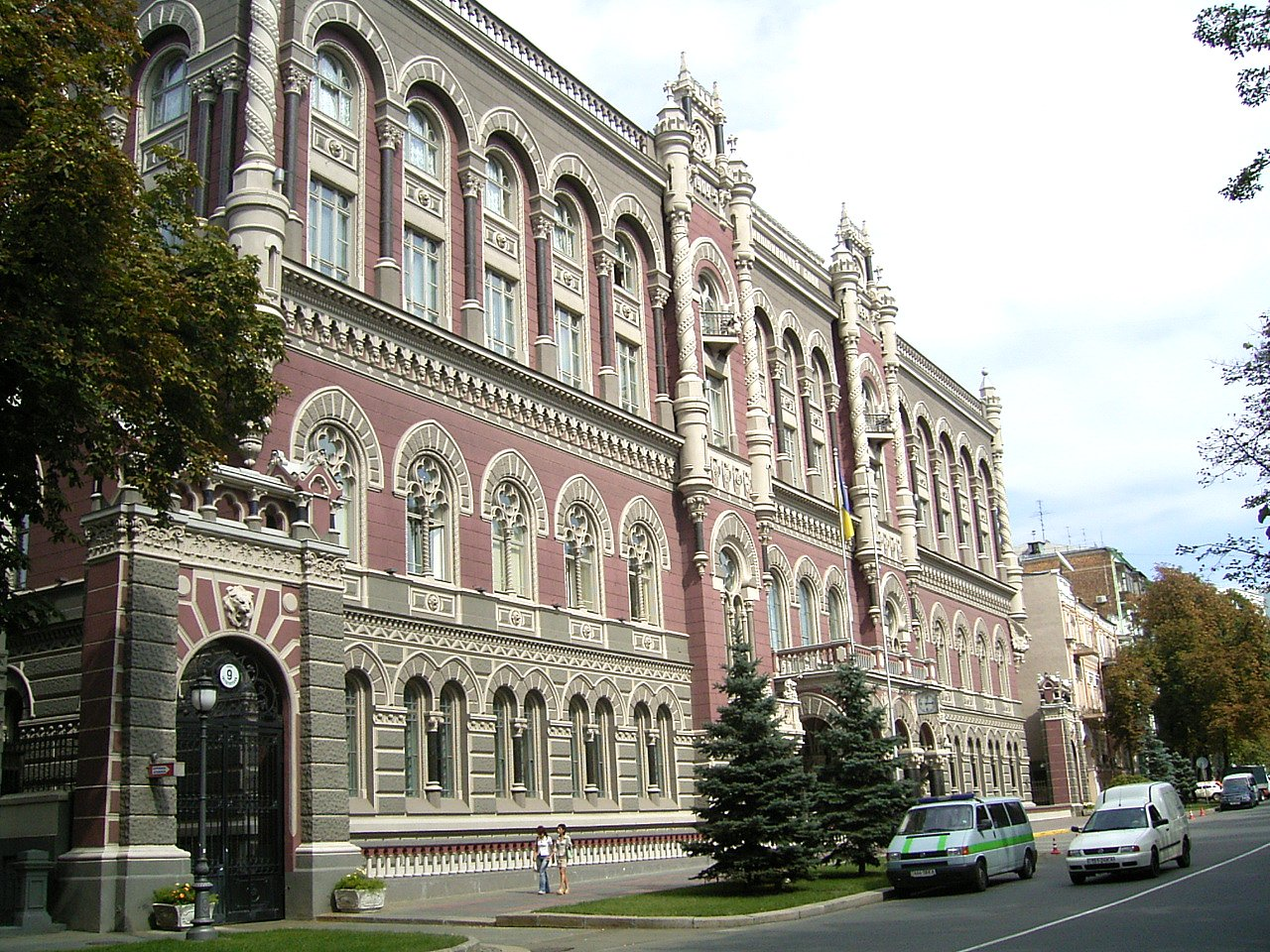
Будівля Національного банку України

- Художник — Фандікова Наталія.
- Скульптори: Іваненко Святослав, Дем'яненко Володимир.

## Вартість монети
Під час введення монети в обіг у 2015 році, Національний банк України реалізовував монету через свої філії за ціною 22 гривні.
Фактична приблизна вартість монети, з роками змінювалася так:
| Рік        | 2016 | 2017 | 2018 | 2019 | 2020 | 2021 | 2022 | 2023 | 2024 | 2025 |
| ---------- | ---- | ---- | ---- | ---- | ---- | ---- | ---- | ---- | ---- | ---- |
| Ціна, грн. | 35   | 90   | 90   | 90   | 95   | 110  | 150  | 230  | 350  | 390  |